# Colonomyia tasmanica
Colonomyia tasmanica är en tvåvingeart som beskrevs av Jaschhof 2008. Colonomyia tasmanica ingår i släktet Colonomyia och familjen Rangomaramidae.
Artens utbredningsområde är Tasmanien. Inga underarter finns listade i Catalogue of Life.